# فريغونا
فريغونا (بالإيطالية: Fregona)‏ هي بلدية في مقاطعة تريفيزو بمنطقة فنيتة، شمال إيطاليا. تقع على بعد 60 كيلومترًا (37 ميلًا) شمال مدينة البندقية، و40 كيلومترًا (25 ميلًا) شمال تريفيزو.